# Gesellschaft für Hygiene, Umweltmedizin und Präventivmedizin
Die Gesellschaft für Hygiene, Umweltmedizin und Präventivmedizin / Society of Hygiene, Environmental and Public Health Sciences (GHUP) ist 2008 aus einer Verschmelzung der Gesellschaft für Hygiene (GHU) und der International Society of Environmental Medicine hervorgegangen.
Der Verein ist eine interdisziplinäre wissenschaftliche Fachgesellschaft. Er stellt den Zusammenschluss aller in Hygiene, Umweltmedizin, Präventivmedizin sowie Environmental und Public Health Sciences tätigen Wissenschaftlern her.
Er fördert die o. a. Bereiche sowie angrenzende Fachgebiete in Forschung, Lehre, Aus-, Fort- und Weiterbildung, Entwicklung sowie Anwendung und nimmt auch Aufgaben im Bereich der mittelbaren Krankenversorgung (insbesondere Krankenhaushygiene) und Prophylaxe wahr. Dabei entwickelt und prüft er Konzepte, verbreitet deren Kenntnisse und Anwendung und wirkt bei der wissenschaftlichen Interpretation der Ergebnisse mit.
Die Förderung der Hygiene, Umweltmedizin, Präventivmedizin sowie Environmental und Public Health Sciences soll unter anderem erreicht werden durch wissenschaftliche Tagungen, Förderung des Publikationswesens und Zusammenarbeit mit anderen wissenschaftlichen Gesellschaften. Die GHUP ist Mitglied in der Arbeitsgemeinschaft der Wissenschaftlichen Medizinischen Fachgesellschaften.
Die GHUP bietet Trägern wissenschaftlicher Einrichtungen, Fachbehörden (Umweltbundesamt, Robert Koch-Institut), forschungsfördernden Organisationen und Gremien von Politik und Gesellschaft beratende Dienste an, soweit wissenschaftliche Aspekte von Hygiene, Umweltmedizin, Präventivmedizin sowie Environmental und Public Health Sciences, die akademische Ausbildung und die fachliche Fortbildung berührt werden.

## Projekte und Publikationen
Die GHUP hält für ihre Mitglieder zwei wissenschaftliche Zeitschriften als offizielle Organe bereit: 
- Umweltmedizin · Hygiene · Arbeitsmedizin (UHA) und
- International Journal of Hygiene and Environmental Health (IJHEH).

Die UHA ist eine unabhängige wissenschaftliche Zeitschrift für den Gesamtbereich der Umweltmedizin, Hygiene, Arbeitsmedizin sowie ihrer Grenzgebiete. Das IJHEH ist ein englischsprachiges, multidisziplinäres Publikationsforum für Forschung im Bereich Hygiene, Toxikologie und den Bereich Umwelt, Arbeit und Gesundheit.